# Astragalus aphthonus
Astragalus aphthonus är en ärtväxtart som beskrevs av Karl Heinz Rechinger och Paul Aellen. Astragalus aphthonus ingår i släktet vedlar, och familjen ärtväxter. Inga underarter finns listade i Catalogue of Life.